# Heliophanus leucopes
Heliophanus leucopes är en spindelart som beskrevs av Wesolowska 2003. Heliophanus leucopes ingår i släktet Heliophanus och familjen hoppspindlar. Inga underarter finns listade i Catalogue of Life.